# 内河畔拉加尔德
内河畔拉加尔德（法語：Lagarde-sur-le-Né，法語發音：[laɡaʁd syʁ lə ne]）是法国夏朗德省的一个市镇，位于该省西南部，属于干邑区。

## 地理
内河畔拉加尔德（45°30'41"N, 0°12'14"W）面积4.12 平方千米，位于法国新阿基坦大区夏朗德省，该省份为法国西部内陆省份，北起德塞夫勒省和维埃纳省，东临上维埃纳省，东南至多尔多涅省，南至多爾多涅省，西接滨海夏朗德省。
与内河畔拉加尔德接壤的市镇（或旧市镇、城区）包括：巴伯济约-圣伊莱尔、巴雷、克里特伊-拉马格德莱娜、拉谢斯。

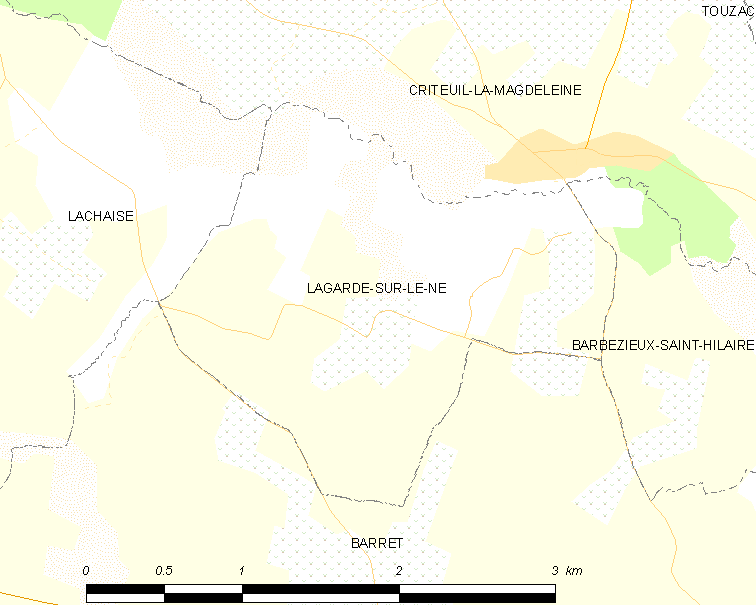
内河畔拉加尔德的OSM定位图

内河畔拉加尔德的时区为UTC+01:00、UTC+02:00（夏令时）。

## 行政
内河畔拉加尔德的邮政编码为16300，INSEE市镇编码为16178。

## 政治
内河畔拉加尔德所属的省级选区为夏朗德南县。

## 人口

1962-2008年间内河畔拉加尔德人口变化图示

内河畔拉加尔德于2022年1月1日时的人口数量为187人。